# Неклюдово (Кімрський район)
Неклюдово (рос. Неклюдово) — присілок в Кімрському районі Тверської області Російської Федерації.
Населення становить 166 осіб. Входить до складу муніципального утворення Неклюдовське сільське поселення.

## Історія
Від 2005 року входить до складу муніципального утворення Неклюдовське сільське поселення.

## Населення
| 1859 | 1887 | 1920 | 1997 | 2002 | 2010 |
| ---- | ---- | ---- | ---- | ---- | ---- |
| 264  | ↘252 | ↗317 | ↘210 | ↘162 | ↗166 |